# Nati nel 1692
| Questa pagina contiene informazioni ricavate automaticamente dalle voci biografiche con l'ausilio del template Bio e di un bot. L'aggiornamento è periodico e automatico e ricostruisce completamente la pagina. Se manca una persona in questa lista, sei pregato di non aggiungerla, ma accertati piuttosto che la sua voce biografica contenga il template Bio e che i dati anagrafici siano correttamente compilati. Se il template Bio manca, inseriscilo tu stesso o, in alternativa, metti l'avviso {{tmp\|Bio}} che ne segnala la mancanza. Se i dati riportati sono sbagliati, correggi direttamente la voce biografica; le modifiche saranno visibili in questa lista entro pochi giorni. Per chiarimenti vedi il progetto biografie. La lista contiene solo le 89 persone che sono citate nell'enciclopedia e per le quali è stato implementato correttamente il template Bio. Pagina aggiornata al 10 lug 2025. |

## Gennaio(2)
- 6 gennaio - Francesco Maria Zanotti, scrittore e filosofo italiano († 1777)
- 30 gennaio - Francesco Pacca, arcivescovo cattolico italiano († 1763)

## Febbraio(7)
- 12 febbraio - Joseph Süß Oppenheimer, banchiere tedesco († 1738)
- 13 febbraio - Luigi di Lorena, principe di Lambesc, nobile e militare francese († 1743)
- 14 febbraio - Pierre-Claude Nivelle de La Chaussée, drammaturgo francese († 1754)
- 16 febbraio - Giovanni Domenico Mansi, arcivescovo cattolico, teologo e storico italiano († 1769)
- 18 febbraio - Johann Michael Fischer, architetto tedesco († 1766)
- 25 febbraio - Karl Ludwig von Pöllnitz, scrittore e avventuriero tedesco († 1775)
- 29 febbraio - John Byrom, poeta e inventore inglese († 1763)

## Marzo(6)
- 10 marzo - Giovanni Andrea Balbi, vescovo cattolico dalmata († 1771)
- 14 marzo - Pieter van Musschenbroek, fisico olandese († 1761)
- 21 marzo - Carlo Gonzaga, religioso italiano († 1771)
- 26 marzo - Jean Restout, pittore francese († 1768)
- 26 marzo - Gustav Adolf von Gotter, diplomatico e collezionista d'arte tedesco († 1762)
- 27 marzo - Giovanni Fischietti, docente e compositore italiano († 1743)

## Aprile(6)
- 1º aprile - Guglielmo d'Assia-Philippsthal-Barchfeld, nobile († 1761)
- 5 aprile - Adrienne Lecouvreur, attrice teatrale francese († 1730)
- 7 aprile - Pietro Marchesini, pittore italiano († 1757)
- 8 aprile - Giuseppe Tartini, violinista e compositore italiano († 1770)
- 16 aprile - Andrea Lucchesi Palli, vescovo cattolico e nobile italiano († 1768)
- 29 aprile - Jean Armand de Lestocq, politico e medico russo († 1767)

## Maggio(9)
- 9 maggio - Giuseppe Agostino Orsi, cardinale e storico italiano († 1761)
- 9 maggio - Sigismondo Tudisi, vescovo cattolico dalmata († 1760)
- 11 maggio - Thomas Sebright, IV baronetto, politico inglese († 1736)
- 12 maggio - Giuseppe Pappacoda, III principe di Centola, nobile e politico italiano († 1773)
- 16 maggio - Dolly Pentreath, britannica († 1777)
- 18 maggio - Joseph Butler, filosofo e teologo inglese († 1752)
- 22 maggio - Antonio Tolomeo Gallio Trivulzio, nobile e filantropo italiano († 1767)
- 23 maggio - Giuseppe Alfonso Miroglio, vescovo cattolico italiano († 1754)
- 28 maggio - Geminiano Giacomelli, compositore italiano († 1740)

## Giugno(6)
- 5 giugno - Niccolaio Luti, fantino italiano
- 10 giugno - Filippo Gentile, vescovo cattolico italiano († 1771)
- 15 giugno - Giovanni Domenico Ferretti, pittore italiano († 1768)
- 23 giugno - Antonio Baldi, pittore e incisore italiano
- 27 giugno - Karl Sigmund Friedrich Wilhelm von Leutrum, generale tedesco († 1755)
- 28 giugno - Luisa Maria Teresa Stuart, principessa († 1712)

## Luglio(2)
- 5 luglio - Antonio Carmine Caracciolo, IV principe di Torella, principe e diplomatico italiano († 1740)
- 19 luglio - Federico Guglielmo Kettler, duca († 1711)

## Agosto(5)
- 7 agosto - Apollonio Nasini, pittore italiano († 1768)
- 14 agosto - Federico Antonio di Schwarzburg-Rudolstadt, nobile tedesco († 1744)
- 18 agosto - Luigi IV Enrico di Borbone-Condé, nobile e politico francese († 1740)
- 18 agosto - Bartolomeo Ferracina, orologiaio e ingegnere italiano († 1777)
- 21 agosto - Domenico Gregorini, architetto italiano († 1777)

## Settembre(3)
- 1º settembre - Egid Quirin Asam, architetto e scultore tedesco († 1750)
- 26 settembre - Ernst von Steinberg, politico tedesco († 1759)
- 26 settembre - Pietro Antonio Trezzini, architetto svizzero

## Ottobre(6)
- 8 ottobre - Antonio Palella, compositore e clavicembalista italiano († 1761)
- 15 ottobre - Alessandro Albani, militare, cardinale e mecenate italiano († 1779)
- 18 ottobre - Magnus Beronius, religioso svedese († 1775)
- 25 ottobre - Elisabetta Farnese, nobildonna italiana († 1766)
- 28 ottobre - Giuseppe Ferdinando Leopoldo di Baviera, principe († 1699)
- 31 ottobre - Anne-Claude-Philippe de Tubières, conte di Caylus, archeologo, pittore e antiquario francese († 1765)

## Novembre(8)
- 2 novembre - Unico Wilhelm van Wassenaer, diplomatico e compositore olandese († 1766)
- 6 novembre - Louis Racine, poeta e traduttore francese († 1763)
- 7 novembre - Giuseppe Ginanni, naturalista italiano († 1753)
- 7 novembre - Johann Gottfried Schnabel, scrittore tedesco
- 9 novembre - Alberto Pezzi, imprenditore italiano († 1764)
- 15 novembre - Eusebius Amort, teologo tedesco († 1775)
- 21 novembre - Carlo Innocenzo Frugoni, librettista e poeta italiano († 1768)
- 28 novembre - Willoughby Bertie, III conte di Abingdon, nobile inglese († 1760)

## Dicembre(3)
- 9 dicembre - Camillo Paolucci, cardinale e arcivescovo cattolico italiano († 1763)
- 23 dicembre - Franz Xaver Zech, teologo tedesco († 1772)
- 29 dicembre - Maria Cristina Felicita di Leiningen-Dachsburg-Falkenburg-Heidesheim, nobildonna tedesca († 1734)

## Senza giorno specificato(26)
- Cornelius Johannes Barchman Wuytiers, arcivescovo vetero-cattolico olandese († 1733)
- Giuseppe Baroffio, pittore svizzero († 1778)
- Mathieu Bayeux, ingegnere francese († 1777)
- Vittorio Maria Bigari, pittore italiano († 1776)
- Giovan Francesco Buonamici, architetto e pittore italiano († 1759)
- Michele Caballone, compositore italiano († 1740)
- Giovanni Domenico Campiglia, pittore e incisore italiano († 1775)
- William Caslon, incisore britannico († 1766)
- Vincenzo Foggini, scultore italiano († 1755)
- Giacinto Fontana, cantante castrato italiano († 1739)
- Francesco Granet, critico letterario e traduttore francese († 1741)
- John Huxham, medico britannico († 1768)
- Gabriella del Liechtenstein, principessa austriaca († 1713)
- Carlo Lucy, pittore inglese
- Inocențiu Micu-Klein, vescovo cattolico rumeno († 1768)
- Francesco Pavona, pittore italiano († 1777)
- Giovanni Alberto Ristori, compositore e organista italiano († 1753)
- Francesco Antonio Sessi, nobile italiano († 1746)
- Ferdinando Spinola, doge italiano († 1778)
- James Stirling, matematico scozzese († 1770)
- Cristoforo Terzi, pittore italiano († 1743)
- Agostino Viale, doge († 1777)
- Giuseppe Rocco Volpi, scrittore italiano († 1746)
- Petrus Wesseling, filologo e bibliotecario tedesco († 1764)
- Francesco Zucchi, incisore italiano († 1764)
- Nicolas le Pelley, nobile († 1742)